# Gruppo montuoso
Un gruppo montuoso è un insieme di montagne, delimitato da valli e da passi di montagna, che solitamente prendono il nome dalla montagna principale più elevata (o anche da più cime principali). Il gruppo montuoso diventa così una delimitazione orografica di dimensione più ampia di una singola vetta o montagna, e più piccola od uguale di una catena montuosa. Spesso un gruppo montuoso appartiene ad un massiccio montuoso, una regione montuosa composta da più gruppi montuosi adiacenti, separati da valichi di importanza maggiore, e che più in generale a sua volta può appartenere ad una catena montuosa assieme ad altri massicci e gruppi montuosi isolati.